# Gris-Gris
Az 1968-as Gris-Gris Dr. John debütáló nagylemeze. Bár az album zeneileg a New Orleans-i R&B és a pszichedelikus rock keveréke, Kaliforniában rögzítették, néhány New Orleans-i zenésszel.
A lemez sosem került fel a listákra (sem az Egyesült Államokban, sem az Egyesült Királyságban). Évtizedekkel később jelent meg CD változata, amely meghozta számára a modern kritikusok elismerését: a Rolling Stone Minden idők 500 legjobb albuma listáján a 143. helyet szerezte meg. Szerepel az 1001 lemez, amit hallanod kell, mielőtt meghalsz című könyvben.

## Háttér
Az album rögzítése előtt Rebennack tapasztalt New Orleans R&B- és rockzenész volt, aki stúdiózenészként, dalszerzőként és producerként tevékenykedett. Drogproblémái miatt Los Angeles-be költözött 1965-ben, és csatlakozott egy New Orleans-i stúdiózenészekből álló csapathoz. Rock- és popalbumok stúdiózenészeként élt meg, ehhez sok segítséget nyújtott Harold Battiste hangszerelő.
Rebennack szeretett volna egy albumot készíteni egy Dr. John nevű énekessel és néhány New Orleans-i zenésszel. Eredetileg Ronnie Barron-t képzelte el Dr. John-nak, de annak menedzsere ellenezte ezt, és rossz lépésnek tartotta Barron karrierje szempontjából. Végül maga Rebennack vette fel a Dr. John művésznevet.

## Az album dalai
| 1. | Gris-Gris Gumbo Ya Ya | Dr. John Creaux         | 5:36 |
| 2. | Danse Kalinda Ba Doom | Creaux, Harold Battiste | 3:39 |
| 3. | Mama Roux             | Creaux, Jessie Hill     | 2:59 |
| 4. | Danse Fambeaux        | Creaux                  | 4:56 |

| 1. | Croker Courtbullion         | Battiste | 6:00 |
| 2. | Jump Sturdy                 | Creaux   | 2:20 |
| 3. | I Walk On Guilded Splinters | Creaux   | 7:37 |

## Közreműködők
- Harold Battiste – hangszerelés, producer, nagybőgő, klarinét, ütőhangszerek
- Dr. John – billentyűk, gitár, ütőhangszerek, ének
- Richard "Didimus" Washington – gitár, mandolin, ütőhangszerek
- Plas Johnson – szaxofon
- Lonnie Boulden – fuvola
- Steve Mann – gitár, bendzsó
- Ernest McLean – gitár, mandolin
- Bob Frasier, Bob West – nagybőgő
- Mo Pedido – kongák
- John Boudreaux – dobok
- Dave Dixon, Jessie Hill, Ronnie Barron – háttérvokál, ütőhangszerek
- Joni Jonz, Prince Ella Johnson, Shirley Goodman, Sonny Ray Durden, Tami Lynn – háttérvokál